# Mistrzostwa Islandii w Skokach Narciarskich i Kombinacji Norweskiej 1992
Mistrzostwa Islandii w Skokach Narciarskich i Kombinacji Norweskiej 1992 – zawody, które wyłoniły najlepszych skoczków narciarskich i kombinatorów norweskich w Islandii w roku 1992. Rozegrano zawody jedynie w kategorii seniorów; odbyły się one w kwietniu 1992 roku.
Obrońcą tytułu sprzed trzech lat (w latach 1990-1991, mistrzostw nie organizowano), był Ólafur Björnsson, który zdobył tytuł mistrza Islandii zarówno w skokach narciarskich jak i kombinacji norweskiej.
Medale przyznawano w skokach narciarskich i kombinacji norweskiej. W konkursie skoków uczestniczyło sześciu zawodników. Najlepszy okazał się Ólafur Björnsson, który zwyciężył po skokach na: 44, 50 i 52 m. Na kolejnych miejscach uplasowali się Randver Sigurðsson i Sigurður Sigurgeirsson. W biegu na 10 km techniką Gundersena, wystartowało tylko trzech zawodników. Björnsson okazał się zdecydowanie najlepszy; przeszło 10 minut później, na metę przybiegł Björn Þór Ólafsson, zaś za nim Sigurður Sigurgeirsson. Wszyscy uczestnicy mistrzostw pochodzili z miejscowości Ólafsfjörður.
Zawody w skokach narciarskich rozegrano na skoczni w miejscowości Ólafsfjörður.

## Wyniki

### Skoki narciarskie
| Miejsce | Zawodnik               | Skok 1 | Skok 2 | Skok 3 | Nota  |
| ------- | ---------------------- | ------ | ------ | ------ | ----- |
| 1.      | Ólafur Björnsson       | 44     | 50     | 52     | 194,6 |
| 2.      | Randver Sigurðsson     | 42     | 46     | 49     | 171,5 |
| 3.      | Sigurður Sigurgeirsson | 43     | 45     | 46     | 157,8 |
| 4.      | Magnús Þorgeirsson     | 39     | 43     | 42     | 149,5 |
| 5.      | Valur Hilmarsson       | 35     | 42     | 41     | 128,6 |
| 6.      | Björn Þór Ólafsson     | 32     | 38     | 36     | 127,3 |

### Kombinacja norweska
| Miejsce | Zawodnik               | Strata |
| ------- | ---------------------- | ------ |
| 1.      | Ólafur Björnsson       | –      |
| 2.      | Björn Þór Ólafsson     | +10,01 |
| 3.      | Sigurður Sigurgeirsson | +11,58 |